# Афинагор (Анастасиадис)
Митрополи́т Афинаго́р (греч. Μητροπολίτης Αθηναγόρας, в миру Гео́ргиос Анастасиа́дис, греч. Γεώργιος Αναστασιάδης, Джордж Анджело Анесте, англ. George Angelo Aneste; 17 сентября 1941, Чикаго, Иллинойс — 1 июля 2025, Чикаго, Иллинойс) — епископ Константинопольской Православной Церкви, митрополит Визийский и Мидийский.

## Биография
Окончил начальную и среднюю школу в Чикаго, после чего поступил в Греческую Богословскую школу Святого Креста в Бруклайне, штат Массачусетс. В 1959 году, после первого курса он перевёлся на богословский факультет Афинского университета, который окончил в 1965 году со степенью магистра богословия.
19 декабря 1965 года рукоположён в сан диакона с наречением имени Афинагор в честь Афинагора Апологета, небесного покровителя Патриарха Константинопольского Афинагора.
В 1966 году назначен секретарём епископа Родостолького Тимофея (Халофтиса), управляющего приходами в Канаде, служил диаконом в Торонто.
21 июля 1967 года в церкви Святого Георгия в Торонто был рукоположён в сан пресвитера, после чего служил в Церкви Святой Троицы в Лондоне, провинция Онтарио, Канада.
В 1970—1973 годах настоятель храма святого Николая в Энн-Арборе, Иллинойс. Одновременно занимался написанием дипломной работы в Университете Мичигана, которую успешно защитил в 1973 году, получил диплом магистра в области русской литературы.
14 августа 1973 года возведён в сан архимандрита, после чего служил в Нью-Йорке, затем был протосинкеллом Чикагской епархии Архиепископии Северной и Южной Америки Константинопольского Патриархата и служил в этой должности до января 1979 года. В качестве протосинкелла представлял Греческую православную церковь на Среднем Западе в ряде должностей, помогал в управлении обширным регионом епархии и был генеральным секретарём Конгресса духовенства и мирян Архиепархии Северной и Южной Америки, который состоялся в Чикаго в июле 1974 года..
По указанию архиепископа Иакова (Кукузиса) архимандрит Афинагор возглавил Комитет духовенства и молодёжи и реорганизовал программу Senior GOYA (Greek Orthodox Young Adult League) архиепископии, учредив в 1975 году Лигу молодых взрослых (YAL) и написав для неё руководство. В том же году архиепископ Иаков назначил архимандрита Афинагора первым национальным директором недавно созданной Лиги молодых людей. В этом качестве о. Афинагор проводил первую конференцию YAL в Филадельфии в июле 1976 года.
В 1976 до 1978 года служил настоятелем храма святого Хараламбия в Найлзе, штат Иллинойс.
С 1979 по 1982 год — настоятель храма Святого Николая во Флашинге, штат Нью-Йорк.
22 августа 1982 года в Свято-Троицком кафедральном соборе Нью-Йорка был хиротонисан во епископа Дорилейского, викария Американской архиепископии.
В качестве викарного епископа представлял Американскую архиепископию на многочисленных светских и религиозных мероприятиях. Он занимал пост генерального секретаря Постоянной конференции канонических православных епископов в Северной и Южной Америке. Был официальным представителем Архиепископии на Национальном совете церквей, а также служил в качестве национального координатора трёх основных диалогов между и римско-католической, англиканской и лютеранской церквями. В 1987 году, в присутствии многочисленных кардиналов и римско-католических иерархов а также многих православных иерархов в Америке, епископ Афинагор был гостем в Соборе Святого Патрика в Нью-Йорке по случаю празднования 1200-летия Седьмого Вселенского Собора. Как викарный епископа, управлял греческими православными приходами в Коннектикуте и северной части штата Нью-Йорк, а также служил надзирателем в Академии святого Василия в Гаррисоне, штат Нью-Йорк.
В 1996 году Патриарх Варфоломей попросил епископа Афинагора отправиться в Гонконг и от имени Константинопольского Патриархата добиваться создания новой Гонконгской митрополии. В ноябре того же года, после выполнения этой задачи, Константинопольский патриархат поручил митрополиту Афинагору официально возвести на престол новоизбранного митрополита Никиту (Лулиаса) в качестве первого митрополита вновь созданной митрополии.
После создания Панамской и Центрально-Американской митрополии, решением Священного Синода Константинопольской Церкви от 2 декабря 1996 года епископ Афинагор был единогласно избран первым митрополитом Панамским. Юрисдикция митрополичьей архиепархии включала: Мексику, Венесуэлу, Колумбию, все страны Центральной Америки (Белиз, Гондурас, Никарагуа, Панама, Гватемала, Коста-Рика, Сальвадор) и острова Карибского бассейна, включая Пуэрто-Рико, Гаити, Доминиканскую Республику и Кубу. Интронизация состоялась 25 января 1997 года.
На тот момент там было только три священника и три общины, состоявшие, в основном, из греков: в Мексике, Панаме и Венесуэле, однако вскоре началось распространение православия среди коренных народов, живущих на территории митрополии. По словам митрополита Афинагора, «какой камень в Греции не подними — везде найдешь мощи святых, мучеников, праведников или борцов за веру православную… Латинская же Америка переживает свою Пятидесятницу сейчас, в эти дни и годы».
31 августа 2005 года его кафедра была переименована в Мексиканскую, а его титул изменён на «митрополит Мексиканский (с 1996), ипертим и экзарх Центральной Америки и Карибских островов».
24 января 2024 года решением Священного Синода Константинопольского Патриархата назначен митрополитом Визийским и Мидийским.
Умер 1 июля 2025 года в возрасте 83 лет.